# 圣若望广场 (佛罗伦萨)

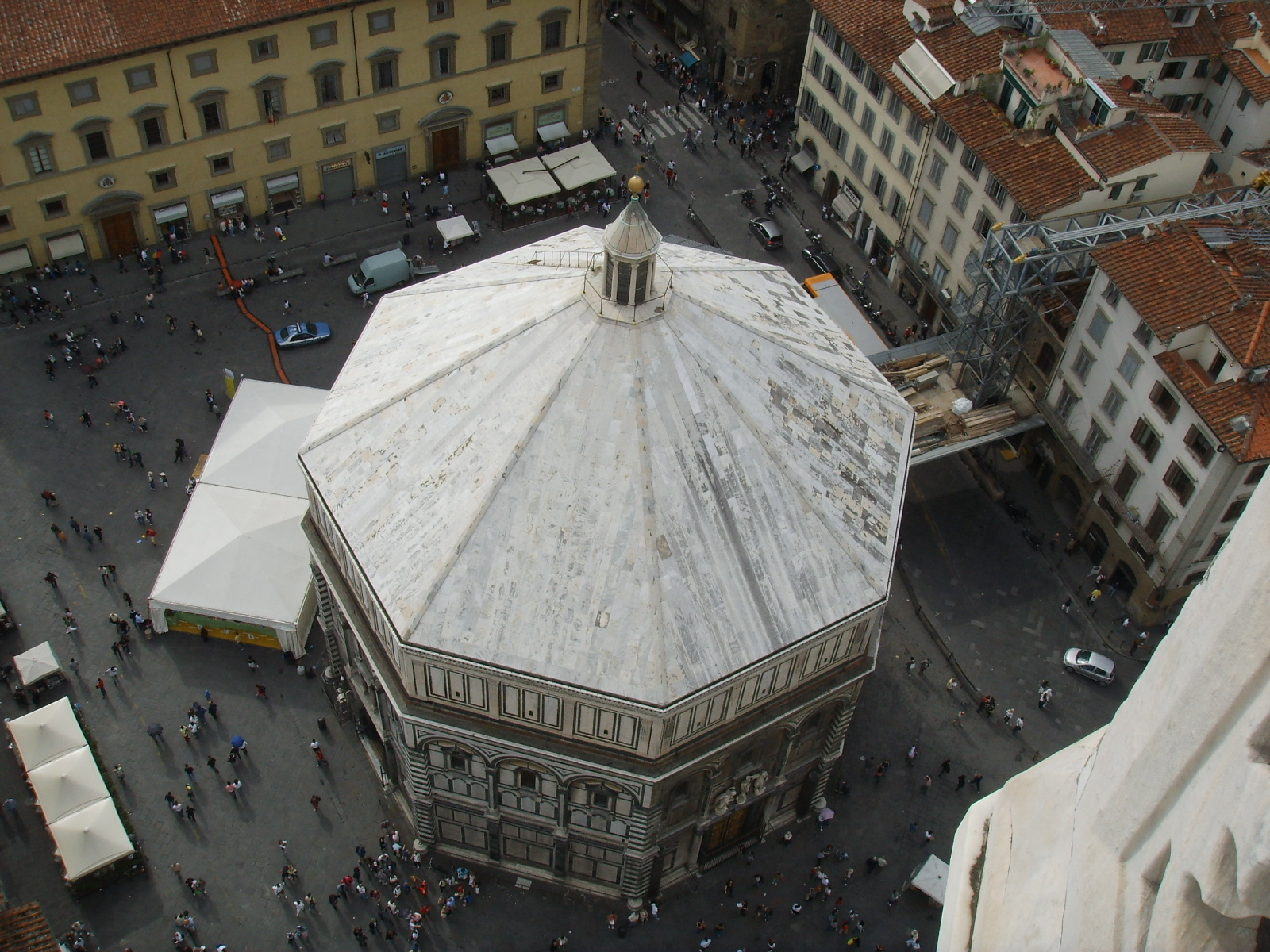
从乔托钟楼俯瞰圣若望广场

43°46′22.64″N 11°15′17.12″E / 43.7729556°N 11.2547556°E
圣若望广场（piazza San Giovanni）是佛罗伦萨的一个广场，得名于圣若望洗礼堂，实际上是主教座堂广场的向西延伸。
目前的广场建于19世纪时，当时拆除了一部分总主教府，使洗礼堂显露出来，并使via de' Martelli与罗马路形成一条直线。

## 建筑

### 洗礼堂

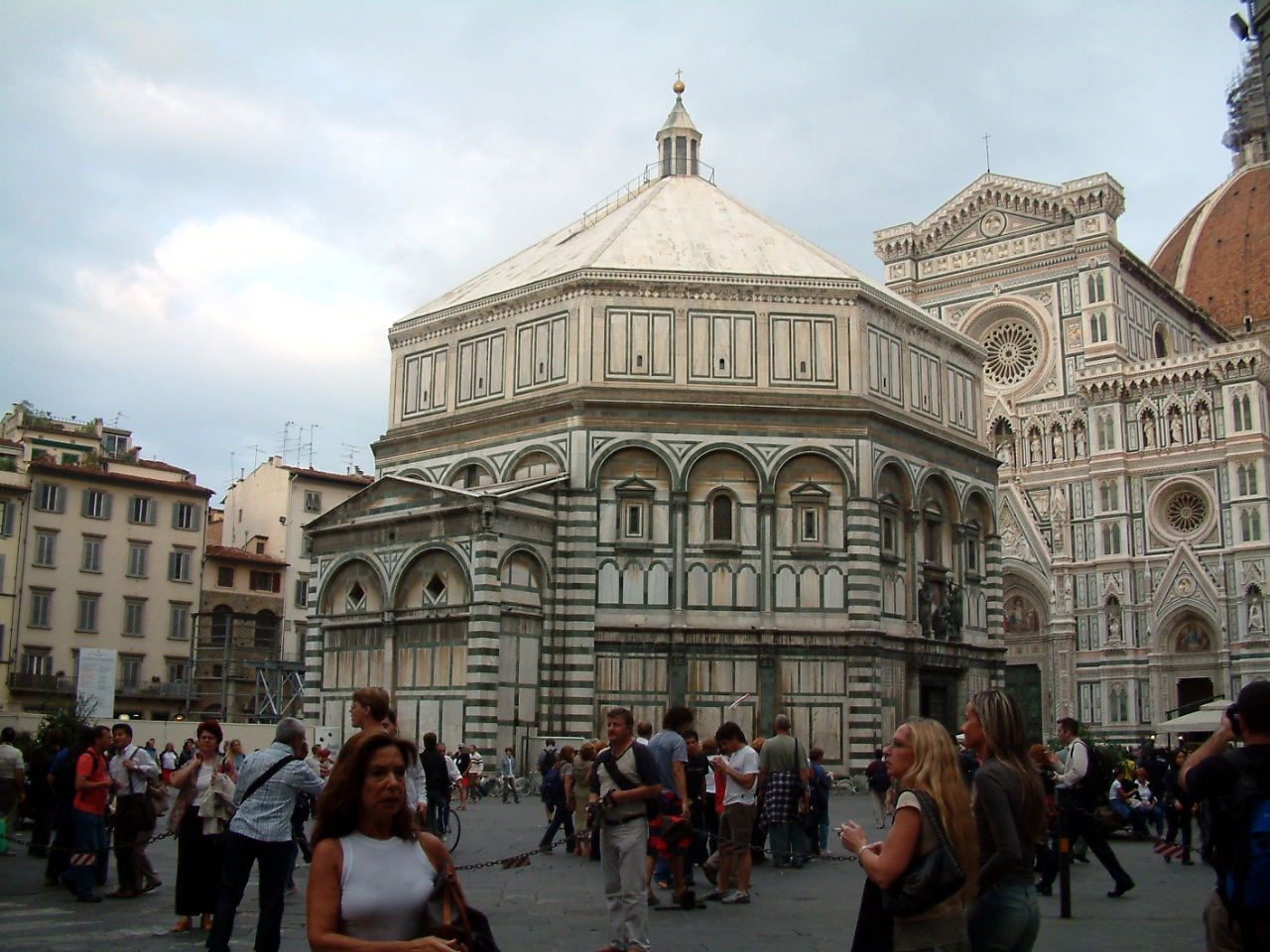
圣若望广场

圣若望洗礼堂是一座基督教建筑，可能建立在5世纪建筑的基础上，外部和内部装饰已经改变很多。绿色和白色大理石的外墙，可追溯到11世纪的罗曼式风格。在内部，是佛罗伦萨马赛克和壁画的杰作：有契马布埃和库伯·迪·马克瓦多，和威尼斯马赛克大师的作品。
最古老的是安德里亚·皮萨诺的作品，作于1330年到1336年。原来放在东侧，主教座堂前面的重要位置，后来被转移到南侧。第二件在北侧，是洛伦佐·吉贝尔蒂在比赛中击败伯鲁乃列斯基的结果。第三件是洛伦佐·吉贝尔蒂的杰作，著名的《天堂之门》这组极其丰富，表现力和深度透视感的浅浮雕，面对着主教座堂的正立面。

### 总主教府

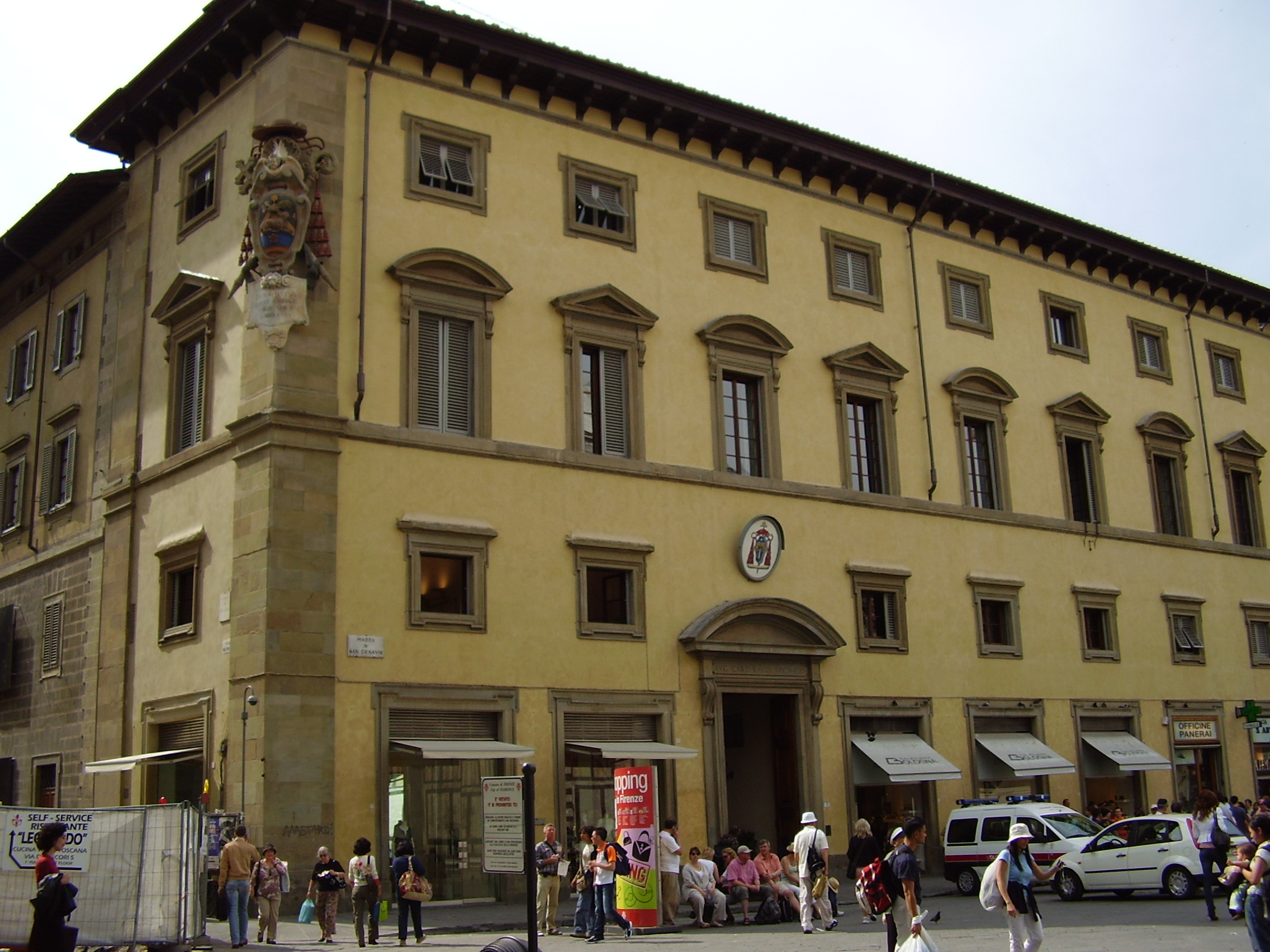
总主教府

总主教府位于洗礼堂前面。原来的总主教府1533年毁于大火，1573年到1584年重建。

### Marignolli塔

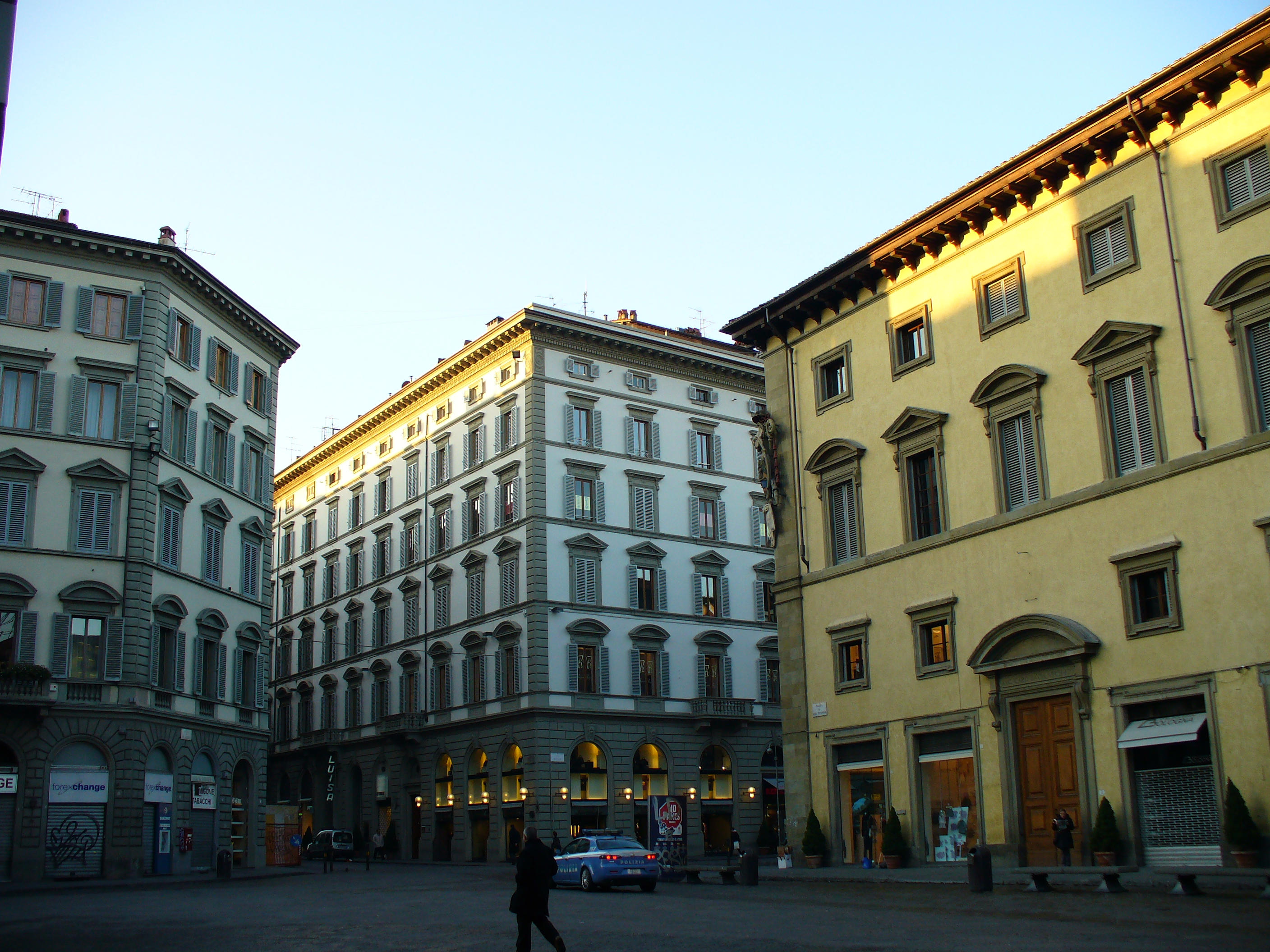
广场